# Nelson Mandela
Nelson Rolihlahla Mandela (født 18. juli 1918, død 5. december 2013) var i årene 1994-1999 sydafrikansk præsident og var en af landets førende anti-apartheid-aktivister. Han boede som barn i kongedømmet Thembu, før han begyndte på en juridisk karriere. Sammen med Frederik Willem de Klerk modtog Nelson Mandela Nobels fredspris i 1993.

## Mandelas liv
Nelson Rolihlahla Mandela blev født i Mvezo en lille landsby i Umtata-distriktet. Da hans far blev frataget sin titel som stamme-høvding, flyttede hele familien til Qunu, hvor Nelsons mor havde familie. I en alder af syv år blev han den første i sin familie, som kom i skole, hvor en metodistisk lærer gav ham det engelske navn "Nelson". Hans far, Gadla Henry Mphakanyiswa, døde sandsynligvis af tuberkulose, mens Nelson var 12 år gammel. Nelson Mandela startede derefter på en wesleyansk missionsskole ved regentpaladset. Efter Xhosa-skik blev han indviet i en alder af 16 år og begyndte at gå på Clarkebury Boarding Institute (Clarkebury kostskole), hvor han lærte om den vestlige kultur. Han fik sin Junior Certificate-eksamen på to år mod normalt tre.
I 1937 skiftede Mandela som 19-årig til Wesleyan College i Fort Beaufort, hvor de fleste kongelige fra Thembu-stammen gik, og begyndte at interessere sig for boksning og løb. Efter at være blevet immatrikuleret begyndte han på en bachelorgrad ved Fort Hare University, hvor han mødte Oliver Tambo, der blev hans ven og kollega for livet.
I slutningen af sit første år blev han involveret i Students' Representative Council (Studenterrådets) boykot af universitetets regler og blev bedt om at forlade Fort Hare. Han drog til Johannesburg, hvor han færdiggjorde sin bachelorgrad ved University of South Africa (UNISA) via korrespondance og begyndte derefter at læse jura ved Wits University.
Nelson Mandela blev leder af ANC, som står for "The African National Congress", hvilket var en modstandgruppe imod apartheid-systemet i Sydafrika. Efter en demonstration, hvor 70 sorte sydafrikanere blev dræbt, blev gruppen forbudt, og Nelson Mandela blev idømt livstid i fængslet på Robben Island. Her blev han senere løsladt, efter 27 år i fængsel.
Nelson Mandela døde torsdag den 5. december 2013 i en alder af 95 år, efter længere tids sygdom i Johannesburg. Det var den sydafrikanske præsident Jacob Zuma, der annoncerede Mandelas død i en tale til nationen og verden.

### Mandelas politiske aktiviteter
Som ung jurastuderende blev Mandela involveret i den politiske modstand mod det hvide mindretalstyres nægtelse af politiske, sociale og økonomiske rettigheder til det sorte flertal. Han blev medlem af African National Congress (ANC) i 1942 og grundlagde dets mere dynamiske Youth League (Ungdomsforbund) to år senere sammen med Walter Sisulu, Oliver Tambo og andre.
Efter det afrikaner-dominerede National Partys valgsejr i 1948 med et apartheid-program med raceadskillelse blev Mandela en forgrundsfigur i ANCs Defiance Campaign (Trodskampagne) i 1952 og Congress of the People (Folkekongressen) i 1955, hvis indførelse af frihedsbrevet gav anti-apartheid-sagen dens grundlæggende program.
Selv om de oprindeligt støttede en ikke-voldelig kamp og blev frikendt i marathon-forrædderisagen fra 1956-1961, accepterede Mandela og hans kollegaer nødvendigheden af væbnet kamp efter nedskydningen af ubevæbnede demonstranter i Sharpeville i marts 1960 og forbuddet mod ANC og andre anti-apartheid-grupper.
I 1961 blev Mandela leder af ANCs væbnede fløj Umkhonto we Sizwe ("Nationens spyd", eller MK), der indledte en væbnet kamp mod det racistiske styre. Som øverstbefalende blev Mandela også sendt på en slags våbenlejr i Algeriet. I august 1962 blev han arresteret og fængslet i fem år for ulovlige udenlandsrejser og opfordring til strejke. I juni 1964 blev han dømt igen, denne gang livstid for sin deltagelse i planlægning af væbnet kamp. Han ankom som fange nummer 466 i 1964, og fik derfor fangenummeret 46664. I 1965 blev han idømt livsvarigt fængsel, men kom dog ud igen den 11 februar 1990, efter at have siddet inde i over 27 år.
Efter at have afslået at blive løsladt mod at forsage væbnet kamp (februar 1985) forblev Mandela i fængsel indtil februar 1990, hvor vedvarende kampagner fra ANC og internationalt pres førte til frigivelsen den 11. februar efter ordre fra præsident F.W. de Klerk, der samtidig ophævede forbuddet mod ANC. Mandela og de Klerk delte Nobels fredspris i 1993.
Som præsident for ANC (juli 1991 – december 1997) og den første sorte præsident i Sydafrika (maj 1994 – juni 1999) havde Mandela det overordnede ansvar for overgangen fra mindretalsstyre og apartheid, og han opnåede international respekt for sin opfordring til national og international forsoning. Nogle radikale var dog skuffede over de sociale forandringer i hans regeringstid, særligt regeringens ineffektivitet i forsøget på at hæmme udbredelsen af AIDS.
Mandela blev også kritiseret fra vestlig side for sit nære venskab med diktatorer som Cubas Fidel Castro og Libyens Muammar Gadafi, som han kaldte "våbenbrødre". Mandela havde et meget nært forhold til Cuba og betragtede Cuba som "sit andet hjem". Mandelas beslutning om at indsætte sydafrikanske tropper til at nedkæmpe kuppet i 1998 i Lesotho er også et kontroversielt emne.
Da Mandela fratrådte som præsident i 1999, blev han talsmand for forskellige sociale- og menneskerettighedsorganisationer.
I 2002 og 2003 gav Mandela interviews og holdt flere taler, hvor han angreb USA og i særdeleshed Bush-administrationens udenrigspolitik. Mandela sagde bl.a. at USA er en trussel mod verdensfreden, og at "hvis der er ét land, der har begået ubeskrivelige grusomheder i denne verden, så er det USA". I 2003 støttede Mandela 46664 AIDS-pengeindsamlingskampagnen med navn efter hans fangenummer.
I 2008 blev ANC og Mandela officielt slettet af USA's terror-liste. Mandela var indtil da, i lighed med andre højtstående medlemmer af ANC, stemplet af USA som terrorist og havde indrejseforbud i USA på grund af bevægelsens kamp mod det hvide apartheidstyre i Sydafrika.

### Hædersbevisninger
Mandela modtog over 250 hædersbevisninger, bl.a. Nobels fredspris i 1993, den engelske Order of St. John, US Presidential Medal of Freedom og den sovjetiske Leninordenen. Han (1990) og Moder Teresa er de eneste af ikke-indisk oprindelse, som har fået Bharat Ratna, Indiens højeste civile orden.

### Privatliv
Mandela har været gift tre gange. Hans første ægteskab var med Evelyn Ntoko Mase, som endte i skilsmisse i 1957 efter 13 år og 4 børn, hvoraf den ene døde som spæd. Han havde et 38-årigt ægteskab med Winnie Madikizela, som han blev separeret fra i (april 1992) og skilt fra i marts 1996, blandt andet på grund af politisk uenighed. På sin 80-års fødselsdag blev han gift med Graça Machel, enke efter Samora Machel, den tidligere præsident i Mozambique og ANC's allierede, som var dræbt i et flystyrt 15 år tidligere.
Privatlivet og forholdene mellem børn, børnebørn og konen fra tredje ægteskab har siden været genstand for offentlig omtale. Tilsyneladende er parterne uenige om, hvordan de skal dele arven, og det medførte, at dele af familien boykottede Mandelas 90 års fødselsdag.

### Populærkultur
I 1984 udsendte bandet The Special A.K.A. støttesinglen Free Nelson Mandela.
I 2017 besluttede Randers Byråd at undersøge muligheden for et Nelson Mandela Museum i byen.